# Théorèmes de Newton
Pour les articles homonymes, voir Théorème de Newton.
 (mai 2015).

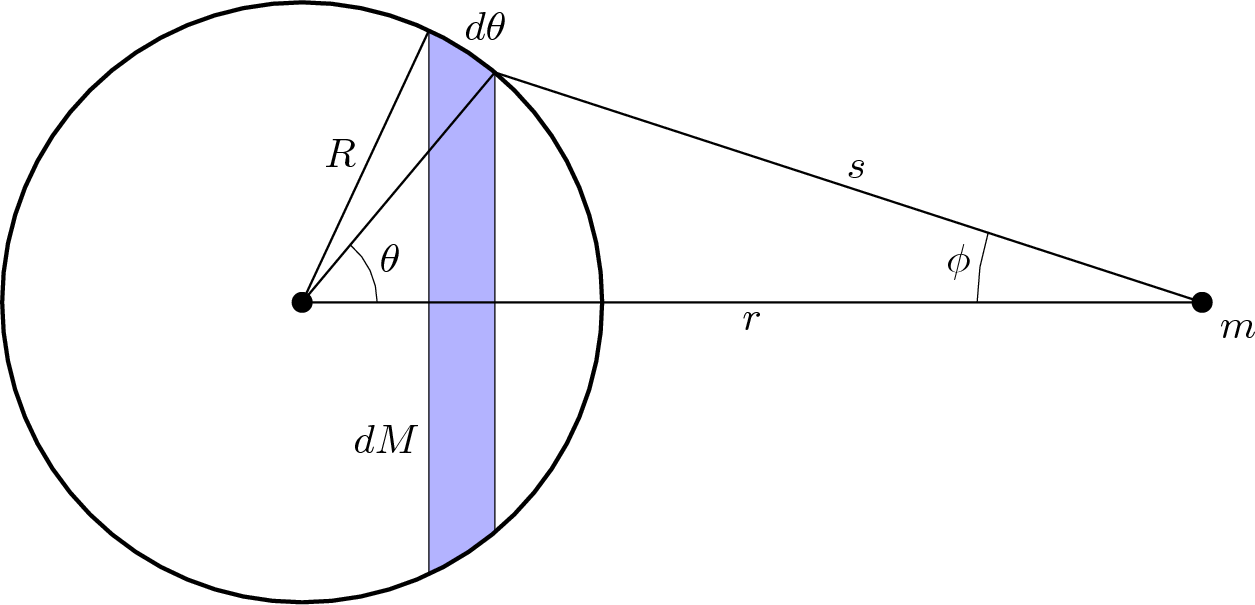
L'illustration du diagramme du premier théorème de Newton.

Les théorèmes de Newton sont deux théorèmes relatifs au potentiel gravitationnel d'une distribution de masse à symétrie sphérique,. Leur éponyme est Isaac Newton, qui les a tous deux démontrés.

## Historique
Après avoir découvert la loi universelle de gravitation entre deux points, Isaac Newton s'est penché sur le cas des corps sphériques. Il a apporté deux résultats connus sous le nom de premier et second théorème selon qu'on considère la force à l'intérieur ou à l'extérieur d'une sphère. Il est rapidement parvenu à démontrer le premier théorème. La démonstration du second théorème lui a échappé durant près de dix ans.

## Premier théorème

### Énoncé
Un corps qui se trouve à l'intérieur d'une couche sphérique de matière de densité uniforme ne ressent aucune force gravitationnelle nette de cette couche.

### Démonstration
Soit une sphère de matière de densité uniforme. Quelle est sa contribution gravitationnelle au point M de position r ?
Soit le cône d'angle solide dΩ de sommet M ; l'axe du cône coupe la sphère en deux points P1 et P2 dont les distances à M sont r1 et r2. En ces points passent deux plans tangents à la sphère ; ils forment le même angle avec l'axe du cône (Θ1=Θ2). On peut s'en rendre compte par de simples considérations géométriques. Ainsi les masses δm1 et δm2 délimitées par dΩ à une distance r1 (resp. r2) du sommet M sont proportionnelles au carré de leur distance soit,
{\displaystyle {\frac {\delta m_{1}}{\delta m_{2}}}=\left({\frac {r_{1}}{r_{2}}}\right)^{2}}
d'où
{\displaystyle -G{\frac {\delta m_{1}}{r_{1}^{2}}}=-G{\frac {\delta m_{2}}{r_{2}^{2}}}}
Donc la particule située en M est attirée par des forces de même intensité mais de directions opposées et la contribution des points P1 et P2 est nulle. La somme sur toute la sphère de ces forces donne donc une force globale nulle.

### Corollaire
Le potentiel à l'intérieur d'une sphère de matière uniforme est constant puisque la force gravitationnelle dérive du potentiel.
{\displaystyle \nabla \Phi ({\rm {P}})=0\Rightarrow \Phi ({\rm {P}})={\rm {cste}}}

## Second théorème

### Énoncé
La force gravitationnelle s'exerçant sur un corps ponctuel se trouvant à l'extérieur d'une couche sphérique fermée de matière est la même que ce qu'elle serait si toute la matière de la couche était rassemblée en son centre.

### Démonstration
Le mode de calcul précédent n'aboutit pas, mais avec une astuce, la démonstration devient simple.
Soient deux sphères de rayons a et r > a, concentriques et portant la même quantité de matière répartie uniformément. Soient P et Q deux points diamétralement opposés sur la sphère extérieure, et de même P' et Q' sur la sphère intérieure (voir schéma).
La démonstration consiste à comparer le potentiel en P d'un élément de masse compris dans l'angle solide dΩ autour de Q' avec celui en P' d'un élément de masse en Q dans le même angle solide. Puisque les sphères portent la même masse M, les masses en Q et Q' sont les mêmes et valent
{\displaystyle \delta m=M{\frac {{\rm {d}}\Omega }{4\pi }}}
Alors on a en P :
{\displaystyle \delta \Phi ({\rm {P}})=-G{\frac {\delta m}{\rm {PQ'}}}}
et en P' :
{\displaystyle \delta \Phi ({\rm {P'}})=-G{\frac {\delta m}{\rm {P'Q}}}}
Par symétrie, les distances PQ' et P'Q sont égales donc les potentiels δΦ(P) et δΦ(P') aussi. En intégrant les deux potentiels sur leurs sphères respectives, les potentiels globaux le sont aussi. Comme on connaît par ailleurs le potentiel à l'intérieur d'une sphère (voir corollaire), on déduit celui à l'extérieur :
{\displaystyle \Phi ({\rm {P}})=-G{\frac {M}{r}}}
qui ne dépend pas du rayon a de la sphère intérieure.

## Applications
Ces deux théorèmes permettent de calculer le potentiel d'un corps à symétrie sphérique à l'extérieur et à l'intérieur du corps, quelle que soit la façon dont la densité de masse varie avec la distance au centre. Cela permet d'étudier les trajectoires d'un corps autour d'une planète, en supposant qu'elle est à symétrie sphérique.